# Юргелас, Леонид Владимирович
Леонид Владимирович Юргелас (род. 3 июля 1972 года, Воронеж) — российский медиаменеджер, телепродюсер, генеральный директор телеканала «MTV Россия» (2004—2008), генеральный продюсер музыкальной премии MTV Russia Music Awards (2006—2007), генеральный продюсер кинопремии MTV Russia Movie Awards (Кинонаграды 2006—2007).

## Образование
В 1996 году окончил физический факультет Воронежского государственного университета. Будучи студентом третьего курса, в 1994 году возглавил воронежский офис компании «Wrigley».
В 1996—1997 годах проходил обучение в магистратуре колледжа Эмерсон по специальности «Менеджмент СМИ».

## Профессиональная деятельность
В 1997 году работал менеджером проектов в компании Portland/OMI (группа компаний Video International).
С 1998 по 2000 год руководил коммерческим отделом телеканала СТС.
В 2000 году перешёл на телеканал «MTV Россия». За 8 лет работы на MTV последовательно занимал: должность коммерческого директора (с ноября 2000 по июнь 2003 года), затем — вице-президента по продажам и дистрибуции (с июля 2003 по сентябрь 2004 года), с октября 2004 года переведён на должность генерального директора канала и руководителя группы компаний. Кроме того, Леонид Юргелас был генеральным продюсером популярной музыкальной премии MTV Russia Music Awards в 2006—2007 годах (первые две церемонии спродюсировал Илья Бачурин), инициатором и генеральным продюсером кинопремии MTV Russia Movie Awards (Кинонаграды 2006—2007) и сопродюсером сериалов «Клуб», «Здрасьте, я ваше папо!» и «Мечты Алисы».
Из убыточной компании на момент 2000—2002 годов «MTV Россия» выросла в суперприбыльную (маржа по EBITDA по состоянию на 2007 год — 40 %) группу компаний «MTV Россия», состоявшую из каналов «MTV Россия», «VH1 Россия» и звукозаписывающей торговой компании «Музыка XXI Век». Эта группа компаний была успешно продана в июне 2007 года за 400 миллионов долларов, после чего вошла в состав холдинга «Проф-Медиа» Владимира Потанина. В январе 2008 года Юргелас покинул занимаемую должность генерального директора «MTV Россия», вследствие реорганизации телеканала.
С 2009 по 2010 год занимал пост вице-президента компании «Media Arts Group» по спортивному маркетингу.
В 2010—2011 годах занимал должность генерального директора радиостанции «Радио Шоколад» (холдинг «Объединённые Медиа»). Под руководством Леонида Юргеласа в период 2010—2011 годов «Радио Шоколад» (98,0 FM) поднялось в топ-15 радиостанций Москвы, чему поспособствовал проведённый ребрендинг, до которого данная волна занимала 37-ю строчку среди всех 55 станций, представленных в столице.
В 2011 году начал работу на телеканале «Седьмой канал» (Астана, Казахстан) в качестве исполнительного директора и генерального продюсера. В результате проделанной работы над оформлением канала, программной сеткой, маркетингом и продакшеном «Седьмой канал» поднялся с 10 места на 4-ю строчку и прочно удерживал эти позиции.
В 2013 году вступил в должность Генерального директора телеканала Zee TV Россия (ООО «ЗИ СНГ»), входящего в состав международной корпорации ZEE Entertainment Enterprises Limited (ZEEL). В 2014 году последний холдинг приобрёл телеканал «ЖИВИ!», ранее входивший в состав группы ОНЭКСИМ Михаила Прохорова. На должность генерального директора был назначен Леонид Юргелас, таким образом, в 2014—2017 годах под руководством Леонида Юргеласа находились два телеканала — «ЖИВИ!» и «ZEE TV Россия», а также сайты jv.ru и zee-tv.ru.
В 2016 году программа «Танцы. Грация и страсть» телеканала «ЖИВИ!» была признана лучшей программой года по мнению жюри премии «Золотой луч». Стоит отметить, что в ходе работы над контентной политикой телеканала, Леонид Юргелас выступал в качестве генерального продюсера проектов «Здоровые и знаменитые. Русская версия», «Велнес-меню», «Велнес-фан», а также всех фитнес-программ телеканала «ЖИВИ!».
В феврале 2017 года вступил в должность генерального продюсера телеканала World Fashion Channel (российская и международная версии канала).
В апреле 2018 года в партнёрстве с двумя другими участниками запустил собственные продакшн компании ООО «АЛМ Групп» и ООО «Март Продакшн» (специализируется на производстве контента для каналов  ТВ3, «Супер», RU TV и др.), а также лайфстайл-мультипортал для женщин www.marussia.ru.
В ноябре 2019 года Леонид создает совместное предприятие с рекламной группой АДВ под названием АДВ Контент, специализирующееся на дистрибуции видеоконтента телеканалам (ЮТВ, Мир, Контент Юнион, Ред Медиа, ТВцентр), а также на производство контента по заказу телеканалов и ОТТ платформ (сериал Столкновение по заказу видеосервиса START).
C января 2021 года АДВ Контент также занимается производством и размещением брендированного контента на телеканалах и в интернете для всех клиентов рекламной группы АДВ